# Hans Albrecht von Barfus

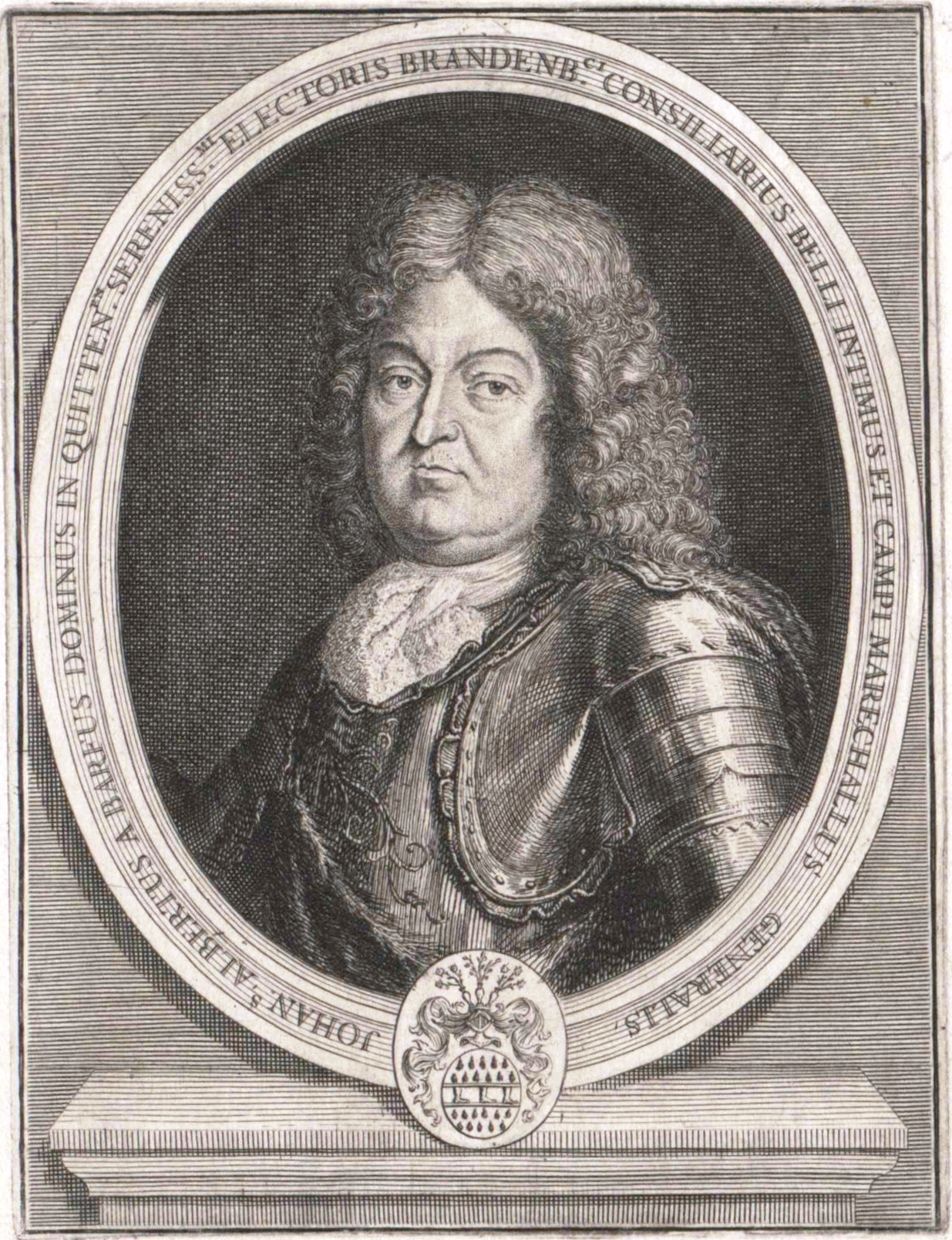
Hans Albrecht von Barfus, Kupferstich eines unbekannten Künstlers (1702)

Johann (Hans) Albrecht von Barfus (auch Barfuß; * 1635 in Möglin bei Wriezen, Mark Brandenburg; † 27. Dezember 1704 in Kossenblatt bei Beeskow, Mark Brandenburg) war ein brandenburgisch-preußischer Generalfeldmarschall.
Hans Albrecht von Barfus trat schon in jungen Jahren in die Armee ein. Er kämpfte in Schlachten gegen Polen, Schweden, Frankreich und vor allem gegen das Osmanische Reich. So konnte er sich 1686 bei der Befreiung Ofens auszeichnen und 1691 die schon verloren geglaubte Schlacht bei Slankamen gewinnen helfen. Vom Kaiser Leopold I. wurde Barfus für seine Tapferkeit gelobt und 1699 in den Reichsgrafenstand erhoben, außerdem vom Kurfürsten zum Generalfeldmarschall befördert. Durch seine Heirat in die einflussreiche Familie von Dönhoff gewann er am brandenburgischen Hof an Macht, war 1697 nach dem Sturz Eberhard von Danckelmans sogar kurzzeitig Premierminister. Wegen einer Intrige gegen Graf Johann Kasimir Kolbe von Wartenberg musste er 1702 schließlich seinen Abschied nehmen und sich auf seine Güter zurückziehen.

## Herkunft
Johann Albrecht von Barfus wurde 1635 auf dem Rittergut Möglin geboren. Sein Vater Georg Henning von Barfus (1611–1673) war zu dieser Zeit Rittmeister beim kaiserlichen Kürassier-Regiment des Obersten von Wins und noch 1640 in diesen Diensten. Später wurde er Oberst zu Ross beim brandenburgischen Reiterregiment des Generals Graf Georg Friedrich zu Waldeck. 1663 erschien er in einem Verzeichnis der kriegserfahrenen Offiziere der Mark Brandenburg als Oberstleutnant. Er entstammte einem alten märkischen Adelsgeschlecht, das 1251 erstmals erwähnt wurde, und heiratete Cäcilia Freiin von Wins, die auch aus einem wohlbegüterten jüngeren brandenburgischen Geschlecht stammte.
Die väterlichen Güter Möglin, Reichenow, Bliesdorf und Altwriezen, die zum Teil schon seit Jahrhunderten in Familienbesitz waren, hatte der Dreißigjährige Krieg sehr mitgenommen, besonders der langwierige Aufenthalt des kaiserlichen Regiments des Generalfeldmarschalls Torquato Conti.
Die beiden Brüder der Mutter standen in kaiserlichen Diensten und hatten es dort zu hohen Ehren gebracht. Der Ältere, Christoph von Wins, war Oberst und hatte in Schlesien in den Fürstentümern Münsterberg und Neisse die Rittergüter Schützendorf und Gührau erworben. Der Jüngere, Johann von Wins, war Kammerherr, Kriegsrat sowie Oberst eines Regiments Kürassiere und wurde samt seinem Bruder und seiner Schwester 1630 vom Kaiser Ferdinand II. in den Reichsfreiherrenstand erhoben. Der Kaiser unterzeichnete das Diplom persönlich und verlieh ihm den Namen Freiherr von Leis und Wins.

## Militärische Karriere

### Unter Kurfürst Friedrich Wilhelm
Der Einfluss seines Vaters, wie auch seiner Onkel, bestimmte Hans Albrecht von Barfus schon früh zum Kriegsdienst. 1650 trat er beim Fußvolk in die kurbrandenburgische Armee ein und diente „von der Pike auf“, was er des Öfteren zu erwähnen pflegte, als er später zum General aufgestiegen war.
Seine ersten Feldzüge unternahm er unter dem Feldmarschall Otto Christoph von Sparr, den Generalen Joachim Ernst von Görzke, Georg von Derfflinger und dem Grafen Georg Friedrich zu Waldeck. So focht er 1656 als Leutnant auf schwedischer Seite gegen die Polen und nahm an der Schlacht bei Warschau teil. In seinen ersten Dienstjahren stieg er nur langsam auf, war im Januar 1670 immer noch Leutnant. Erst der Französisch-Niederländische Krieg, in dem Brandenburg auf holländischer Seite kämpfte, machte ihn 1672 zum Hauptmann und zum 1673 Oberstwachtmeister. Er scheint wegen seiner langsamen Beförderung daran gedacht zu haben, den Kriegsdienst zu verlassen, da er von 1673 bis 1677 mehrere Güter um Soldin in der Neumark ankaufte.
Am 25. Dezember 1677 zum Oberst befördert, erhielt er Anfang 1678 das Regiment des gestorbenen Generalfeldzeugmeisters Christian Albrecht von Dohna und wohnte mit demselben dem Feldzuge in Pommern gegen die Schweden bei; der brandenburgische Kurfürst hatte inzwischen die Seiten gewechselt. Im September 1678 war er bei der Landung auf Rügen und beim Angriff des Korps unter General Otto Wilhelm von Königsmarck zugegen. Schließlich konnten die Brandenburger Stralsund und ganz Vorpommern erobern. Am 28. Februar 1683 wurde er Gouverneur der Festung Peitz, am 9. Juni dieses Jahres Generalmajor. Im August führte er mit dem Generalmajor Graf Wolfgang Christoph Truchsess von Waldburg 1000 Mann Fußvolk und 200 Dragoner dem Kaiser Leopold I. gegen die Türken zur Hilfe. Sie vereinigten ihre Truppen mit einem Teil der polnischen Armee, konnten aber bei der Beendigung der Belagerung Wiens am 12. September noch nicht eingreifen, weil sich der Wiener und der Berliner Hof nicht über die Bedingungen einigen konnten. Zur Befreiung der wichtigen Festung Gran konnten sie am 21. September allerdings beitragen, worüber der polnische König Johann III. Sobieski in seinem Schreiben an den Kurfürsten von Brandenburg seine besondere Zufriedenheit äußerte. Auch bei der Einnahme der Festung Schretzein zeichneten sie sich aus und eroberten ein altes brandenburgisches Geschütz, das die Türken in einem früheren Krieg erbeutet haben mögen und das von Barfus als Siegeszeichen dem Kurfürsten heimbringen durfte. Damit war der Feldzug in Ungarn beendet: Das weitere Vordringen der Türken nach Mitteleuropa war gestoppt, Nordwestungarn wurde habsburgisch und die Truppen kehrten in die Mark zurück.
Am 10. Januar 1685 wurde von Barfus Gouverneur und Oberhauptmann der Festung Spandau. In Friedenszeiten hatte er auch administrative Pflichten zu erfüllen. Im April 1685 erhielt er beispielsweise vom Kurfürsten den Auftrag, einen Streit zwischen dem Fürstenwalder Magistrat und der Bürgerschaft beizulegen. Den von ihm vorgeschlagenen Rezess genehmigte der Kurfürst.

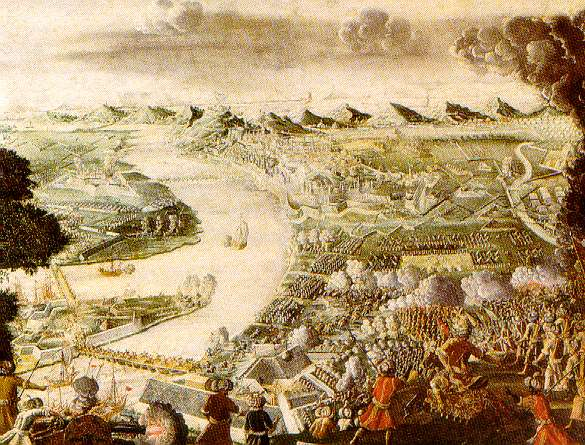
Die Befreiung Budas, Gemälde eines unbekannten Künstlers (um 1700)

Am 27. Dezember 1685 erhielt von Barfus den Befehl, sich zu einem erneuten Feldzug nach Ungarn bereitzuhalten. Der Kurfürst Friedrich Wilhelm hatte sich verpflichtet, dem Kaiser 8000 Mann zur Hilfe zu senden, darunter auch vom Regiment Barfus ein 578 Mann starkes Bataillon. Am 17. April 1686 hielt der Kurfürst die Heerschau bei Crossen ab und das Korps marschierte unter dem Oberbefehl des Generalleutnants Hans Adam von Schöning durch Schlesien nach Ungarn. Im Juni kamen die Truppen vor Buda an und wurden am 27. Juni durch den kaiserlichen kommandierenden General Karl von Lothringen besichtigt. Nach mehr als neun Wochen Belagerung erfolgte am 2. September der Hauptangriff, wobei Charles Eugène de Croÿ den rechten, Hans Albrecht von Barfus den linken Flügel befehligte. Die Türken flüchteten sich auf das Schloss und ergaben sich tags darauf. Damit war Buda, damals die Hauptstadt der Türken in Ungarn, befreit. Die Brandenburger traten im Oktober den Rückmarsch an und erreichten am 7. Dezember Grünberg in Schlesien, wo das Korps auseinanderging.

### Unter Kurfürst Friedrich III.
Am 29. April 1688 starb der brandenburgische Kurfürst Friedrich Wilhelm. Am darauf folgenden Tag wurde von Barfus von seinem Nachfolger, dem Kurfürsten Friedrich III., zum Generalleutnant befördert. Am 19. September fand die feierliche Beisetzung des „Großen Kurfürsten“ statt, wobei von Barfus die in Berlin aufgestellten Truppen befehligte. Am 11. Dezember erhielt er die Ernennung zum wirklichen geheimen Kriegsrat. Damit war der Grundstein seiner politischen Laufbahn gelegt, die ihn später in höchste Ämter führen sollte. Doch zunächst standen noch einige Kriegszüge bevor.

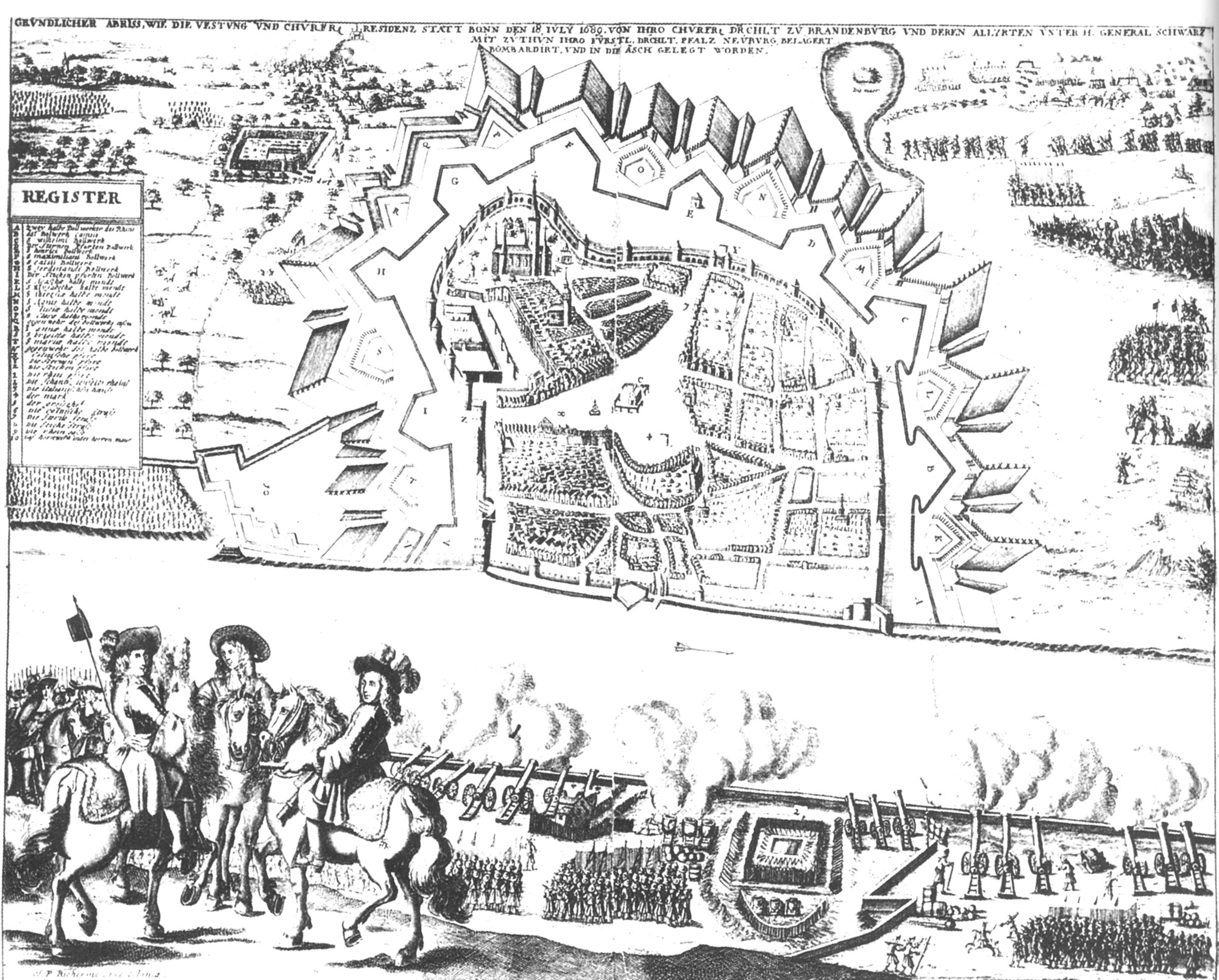
Belagerung und Bombardierung der Stadt Bonn, Kupferstich von J. P. Richermo (1689)

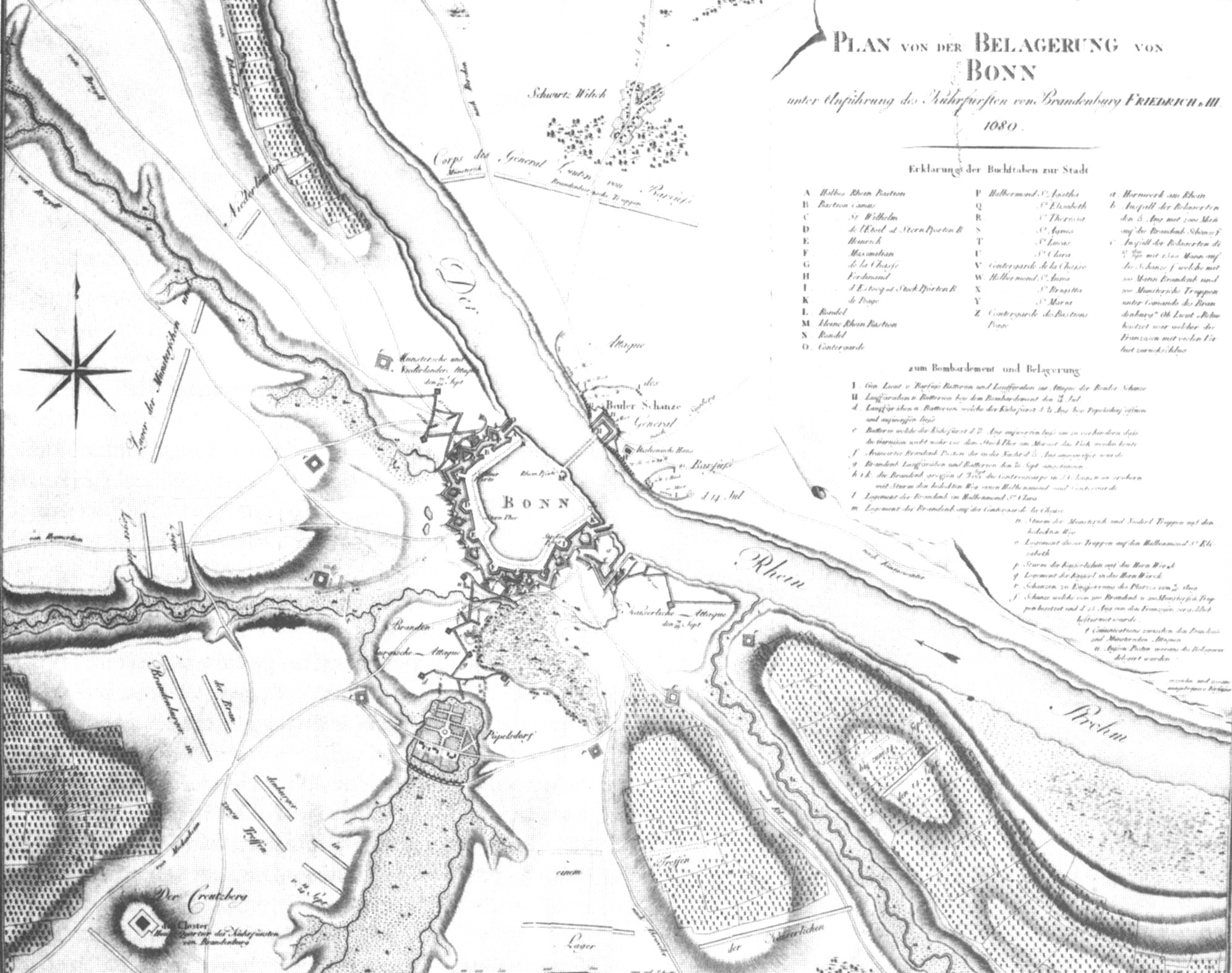
„Plan von der Belagerung von Bonn“, Kupferstich von J. W. Schleuen (1690)

Am Anfang des Jahres 1689 befand sich von Barfus am Rhein und im Februar in Den Haag, wo er mit Graf Georg Friedrich zu Waldeck und holländischen Generalen den nächsten Feldzug gegen die Franzosen beriet. Die Holländer vereinigten sich daraufhin bei Alpen mit den am Rhein zusammengezogenen brandenburgischen Truppen unter den Generalen von Schöning, Alexander von Spaen und von Barfus. Der Kurfürst von Brandenburg übernahm das Oberkommando. Am 13. März trug von Barfus zum Erfolg der Schlacht bei Uerdingen bei. Dann wurden Neuss, Rheinberg, Zons sowie Kaiserswerth genommen und die Armee marschierte nach Bonn. Am 22. Juni war von Barfus mit seinen Truppen Bonn gegenüber angekommen und hatte Befehl, die Beueler Schanze auf der rechten Rheinseite einzunehmen. Der Zufall fügte es, dass zwei Tage später beim Beschuss eine Granate in das Pulvermagazin der Schanze schlug und eine Bresche in die Verteidigungsanlagen riss. Im Sturmangriff wurden die Reste der Besatzung überwältigt. Von Barfus ließ die eroberte Schanze erweitern und Wurfbatterien anlegen, die Bonn bombardierten. Die brandenburgische Armee schloss Bonn auf der linken Rheinseite ein. Der am 11. Juli im Lager Wesseling eingetroffene Kurfürst war unschlüssig, ob er den französischen Kommandanten von Bonn, Alexis Bidal Marquis d’Asfeld (1654–1689), durch eine Blockade oder eine förmliche Belagerung zur Übergabe zwingen sollte, weshalb er seine Generale aufforderte, sich schriftlich dazu zu äußern. Von Barfus stimmte für eine förmliche Belagerung und forderte in seinem Schreiben vom 15. August „mehr Infanterie, Artillerie, Munition, Schanzzeug, Faschinen, Geld und etliche Tausend Bauern.“

### Der Streit mit von Schöning

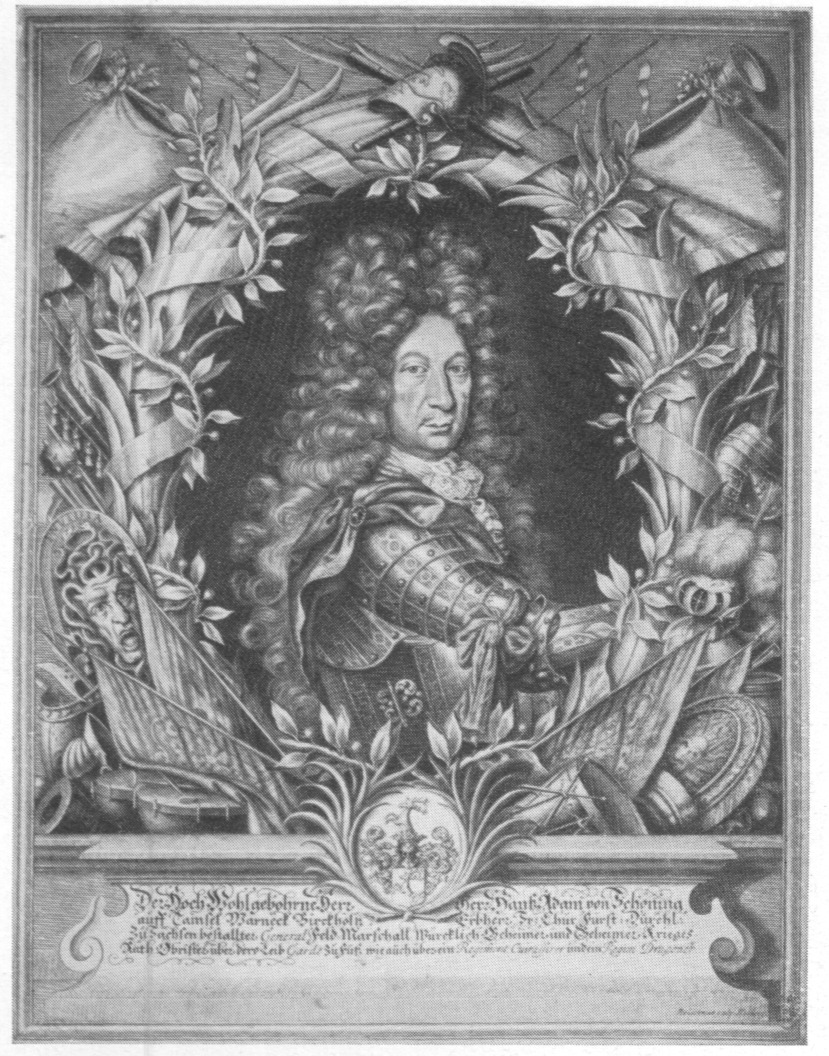
Hans Adam von Schöning, Kupferstich von August Christian Fleischmann (um 1690)

Am 24. August kam die Nachricht, dass der Marschall Louis de Crévant, duc d’Humières ein Korps gegen Mainz entsandt habe, um die Belagerung durch die Verbündeten zu brechen. Von Barfus erhielt den Befehl, mit 6000 Mann zur Verstärkung der Belagerungsarmee von Mainz unter dem Herzog Karl von Lothringen zu marschieren. Die Truppen brachen auf, und von Barfus wollte ihnen am 30. August folgen, als sich ein Streit zwischen ihm und dem jüngeren, aber militärisch über ihm stehenden von Schöning ereignete. Feldmarschallleutnant von Schöning, der als hochmütig und habsüchtig beschrieben wird, behandelte seine Untergebenen oft mit Härte und Geringschätzung. In einer schriftlichen Stellungnahme äußerte sich von Barfus folgendermaßen zu dem Vorfall: Er habe vom Kurfürsten den Befehl erhalten, sich bei von Schöning abzumelden und diesen in Kenntnis gesetzt …

„nach Mainz zu marschiren […] worauf er mir zur Antwort gab: es wäre Wunder, daß ich ihm die Civilität thäte und ihn anspräche, so er doch vermeinte, daß es schon längst meine Schuldigkeit wäre. Ich sagte, daß ich thäte, was meines gnädigen Herrn Befehl wäre, und wenn ich gewußt hätte, daß ich keine andere Antwort von ihm bekommen sollte, würde ich stillgeschwiegen haben. Er sagte wenn Seine Kurfürstliche Durchlaucht mir auch nichts befohlen hätte, so wäre es dennoch meine Schuldigkeit gewesen und wenn Seine Kurfürstliche Durchlaucht nicht zugegen wären, wollte er mir schon lehren, was meine Schuldigkeit wäre, so er zum andernmale repetirte, worauf ich antwortete, wenn Seine Kurfürstliche Durchlaucht nicht zugegen wären, müßte ich sehen, was er mir lehren würde.“

Dann kam Geheimrat Eberhard von Danckelman, von dem von Barfus sich verabschiedete und die beiden sofort verließ, um zu seinen Truppen zu reiten. Bevor er sein Pferd besteigen konnte, kam der Feldmarschall-Leutnant und bat ihn zur Seite:

„Da wir bis ungefähr 100 Schritte von der Hauptwache waren, blieb er stehen und sagte zu mir: ich sollte den Degen ziehen. Ich antwortete, daß er mich ja hergeführt: er möge ihn selbst ziehen, so würde er schon sehen, was ich thun würde. Da er zu unterschiedlichenmalen an mich begehret, daß ich erst sollte den Degen ziehen, ich ihm aber antwortete, daß ich schon sähe, was er damit wollte, sagte er: ich hätte das Herz nicht gegen ihn den Degen zu ziehen, welches er wohl zehnmal repetirte und endlich zu den Umstehenden sich umwendete und mit verächtlicher Miene sagte, der Teufel sollte ihn holen, wo ich das Herz hätte, den Degen gegen ihn zu ziehen, wendete er sich wieder nach mir und schlug mit seinem Stocke den meinigen, worauf ich mich mit meiner linken Hand gestützet, aus, daß er bei drei Schritte wegfiel, worauf ich den Stock wieder aufgehoben und nach ihm gestoßen, so er gleichfalls gethan, und ich darauf zum Degen gegriffen, desgleichen er auch gethan.“

Die Umstehenden konnten die Generale nur mit Mühe voneinander trennen. Der Kurfürst ließ beide vorläufig festnehmen und entzog ihnen ihr Kommando. Er nahm die Sache sehr ernst und forderte Gutachten unter anderen von den Wirklichen Geheimräten Ezechiel Spanheim und Otto von Schwerin an. Die Folge war von Schönings Entlassung aus dem kurfürstlichen Dienst.
Die Belagerung von Bonn wurde trotz dieses Zwischenfalls fortgesetzt und die Festung am 2. Oktober eingenommen. Danach bezog von Barfus Winterquartier in Neuss. 1690 führten der greise Feldmarschall von Derfflinger und von Barfus den Oberbefehl über die brandenburgischen Truppen, die mit den Verbündeten Dinant belagerten. Von Barfus führte bald das alleinige Kommando, da von Derfflinger wegen Krankheit die Armee verlassen musste. Er rückte zum Niederrhein ab und zog nach der Schlacht bei Fleurus nach Brabant. Später wurden die brandenburgischen Regimenter über die Maas verlegt, und von Barfus begab sich nach Berlin.

### Die Schlacht bei Slankamen
1691 erhielt von Barfus den Befehl, ein Korps Brandenburger dem Kaiser Leopold I. gegen die Türken zur Hilfe zu führen. 4809 Mann Infanterie und 1444 Berittene wurden Mitte April bei Crossen vereinigt und am 23. April vom Kurfürsten besichtigt. Das Korps trat danach seinen Marsch durch Schlesien und Mähren nach Ungarn an. In Göding an der mährisch-ungarischen Grenze musterte der Kaiser die Truppen. Am 9. Juni brach von Barfus wieder auf und marschierte über Neuhäusel und Gran zur Vereinigung mit der kaiserlichen Armee unter dem Markgrafen Ludwig von Baden. Am 20. Juli setzte sich die Armee von Essegg nach Peterwardein in Bewegung, welches sie am 18. August erreichten.
Die Türken hatten bei Slankamen auf den Höhen längs der Donau ein verschanztes Lager, worin der Großwesir Köprülü Fazıl Mustafa Pascha mit 50.000 Janitscharen und anderer Infanterie stand. 200 Geschütze verteidigten die günstig gelegene Verschanzung. In der Ebene stand die türkische Kavallerie, ebenfalls 50.000 Mann stark, unter dem Seraskier Pascha und dem ungarischen Grafen Emmerich Thököly. Die kaiserliche Armee bestand aus 55 Bataillonen und 134 Schwadronen mit 90 Geschützen, in einer Stärke von etwa 45.000 Mann. Den rechten Flügel bildete die Masse der Infanterie und 20 Bataillone unter dem Feldzeugmeister Carl Graf Souches. Der linke Flügel stand in der Ebene gegenüber der türkischen Reiterei und bestand aus 85 Schwadronen sowie 16 Bataillonen unter Feldmarschall Johann Heinrich von Dünewald. Das Zentrum von 17 Bataillonen und 31 Schwadronen befehligte von Barfus.

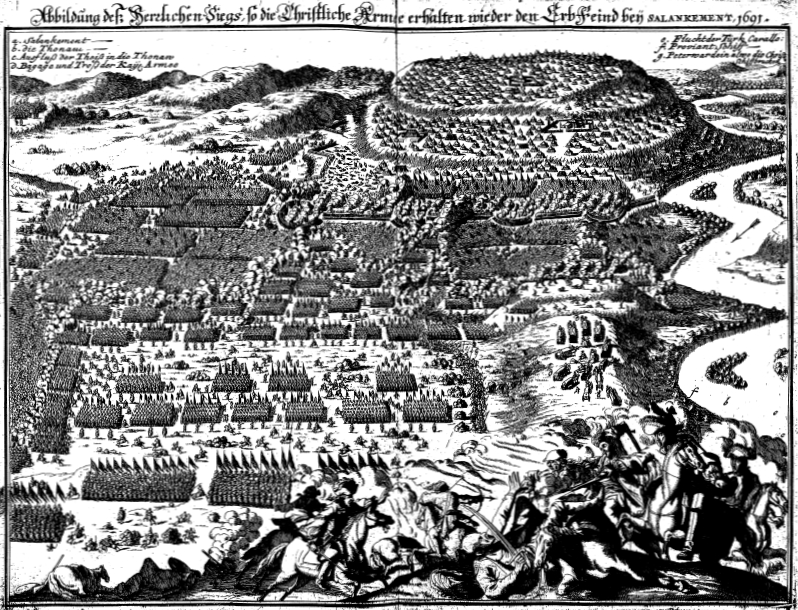
Die Schlacht bei Slankamen, Kupferstich eines unbekannten Künstlers (1702)

Am 19. August griff die kaiserliche Infanterie über den rechten Flügel an. Im Sturmschritt erreichten sie die türkischen Verschanzungen und hissten das Banner des Kaisers. Da streckte eine Kugel den General Graf Souches zu Boden und die Janitscharen drängten das Fußvolk zum Rückzug. Die Kürassiere der Division des Herzogs von Holstein zwangen die Janitscharen unter großen Verlusten wieder in die Verschanzungen und wurden zum zweiten Mal zurückgeschlagen. General Graf Guido von Starhemberg, von einem Pfeil in der Brust getroffen, befehligte den dritten Angriff. Auch dieser war nicht erfolgreich – alle Führer waren nun tot oder verwundet. Der längst befohlene Angriff des linken Flügels wurde durch Gestrüpp und hohes Gras aufgehalten. Den Ansturm der türkischen Reiterei vermochten die Kaiserlichen nicht aufzuhalten. Ihre Reihen wurden durchbrochen und der Sieg der Türken stand bevor. Da schwenkte von Barfus mit den Soldaten des Zentrums und griff die Türken in der Flanke an, so dass der rechte Flügel Zeit gewann, sich zu sammeln und in Gemeinschaft mit den Brandenburgern zurückzuschlagen. Markgraf Ludwig übernahm im linken Flügel selbst den Befehl. Das Fußvolk zurücklassend führte er die Kavallerie der zahlenmäßig überlegenen feindlichen Reiterei in die rechte Flanke. Die aus 6000 Kürassieren bestehende Reserve stürzte ins feindliche Lager. Als von Barfus die Erfolge des linken Flügels sah, rückte er mit dem Zentrum im Sturmschritt gegen die türkischen Verschanzungen vor, gefolgt von den Überresten des rechten Flügels. Obwohl sich die Janitscharen bis in die Nacht verteidigten, konnten sie ihre Niederlage nicht mehr aufhalten. 20.000 von ihnen bedeckten am nächsten Morgen das Schlachtfeld. Durch den Sieg der Kaiserlichen wurde Siebenbürgen habsburgisch und Österreich war auf dem Weg zur europäischen Großmacht. Aber der Sieg war teuer erkauft: Der Verlust betrug 7300 Mann, davon 1000 Brandenburger. Markgraf Ludwig schrieb dem Kurfürsten Friedrich III.:

„Ich kann Euer Kurfürstlichen Durchlaucht den außerordentlichen Valor und das gute Benehmen Dero General-Lieutenant von Barfus, sowie Ihrer braven Truppen nicht genug rühmen, und ihnen allein hat der Kaiser den Sieg und die Vernichtung der Türken zu danken.“

Dem Kaiser schrieb er:

„[…], daß Dero löbliche General und alle Officirer ein jeder bey seinem Posto eine gross Tapfferkeit und Eiffer bezeuget, die höhere Generals auch als Feld-Marschall Graff Dünewald, General-Feld-Zeugmeister Graff Souches, General der Cavalleria Graff Styrum und Brandenburgische General-Lieutenant von Barfuß, hin und wieder, nachdem es die Zeit und Noth erfordert ihren Valor, Tapfferkeit und Conduite beständig erwiesen.“

Kaiser Leopold hatte schon damals die Absicht, General von Barfus in den Reichsgrafenstand zu erheben. Dieser verbat sich aber diese Ehre, da er mit seiner Gemahlin in kinderloser Ehe lebte. Kurfürst Friedrich III. beförderte ihn in Anerkennung seiner Verdienste zum General der Infanterie und erteilte dem gesamten Geschlecht der von Barfus ein Lehnspardon, worin ihnen alle Lehnsfehler verziehen und die Belehnung mit sämtlichen Familiengütern erneuert wurde.
Nach der Schlacht marschierte von Barfus mit den Brandenburgern und General Graf Guido von Starhemberg mit fünf Bataillonen Kaiserlicher zur Einschließung der Festung Großwardein, welche am 16. Oktober unter persönlicher Führung der beiden Generale im Sturm genommen wurde. Hierauf wurden die Winterquartiere bezogen und die Brandenburger kehrten im Frühjahr 1692 in die Heimat zurück.
1692 war von Barfus mit Feldmarschall von Flemming und General Friedrich von Heiden Befehlshaber der brandenburgischen Truppen am Rhein und in den Niederlanden. Auch hielt er sich während dieser Zeit öfters im Hauptquartier des englischen Königs Wilhelm III. auf. Dieser und Kurfürst Max Emmanuel von Bayern leiteten die Befreiung Namurs, das die Franzosen unter Marschall Herzog von Luxemburg besetzt hatten. Von Barfus bezog mit dem Generalstab Winterquartier in Xanten. Wo er die nächsten beiden Jahren verbrachte, ist nicht überliefert. Einzig die Hochzeit mit der Eleonore aus der einflussreichen Familie von Dönhoff wird in der Literatur erwähnt. Zu weiteren Feldzügen sollte er jedoch nicht mehr eingesetzt werden. Von 1693 bis 1702 war er Kommandeur der Leibgarde.

## Politische Karriere

### Premierminister
Am 15. Juni 1695 wurde von Barfus Feldmarschallleutnant und bemühte sich von Berlin aus die Quittainenschen Güter im Kreis Preußisch Holland in Ostpreußen zu erwerben, die bisher der Feldmarschall von Derfflinger besessen hatte. Nach dem Tode des Feldmarschalls hatte er mit dessen Erben einen Kaufvertrag abgeschlossen und ersuchte die Oberräte der preußischen Regierung in Königsberg um einen jus indigenatus. Der Kurfürst Friedrich III. erteilte ihm dieses Recht am 16. Dezember 1695.
Nach dem Tod des polnischen Königs Johann III. Sobieski im Juni 1696 wurde von Barfus mit einigen Regimentern nach Preußen beordert, um die Grenzen zu sichern. Am 11. Juni ernannte ihn der Kurfürst zum Generalfeldmarschall. Er nahm nun vermehrt repräsentative Pflichten wahr. Zum Beispiel begleitete er den Kurfürsten 1697 auf einer Reise nach Königsberg und zu dessen Schwager, dem Herzog von Kurland. Im Mai wurde die russische Gesandtschaft in Königsberg empfangen, wobei der Feldmarschall rechts vom Throne hinter dem Markgrafen Albrecht stand.

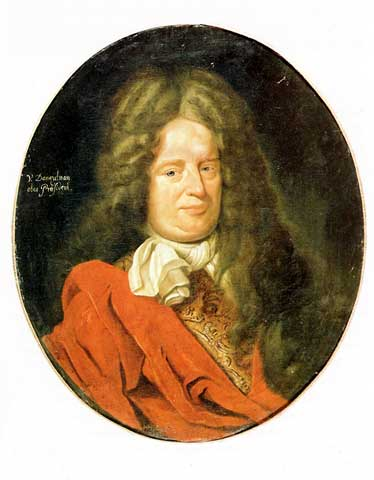
Eberhard von Danckelman, Ölgemälde von David Richter d. Ä. (um 1690)

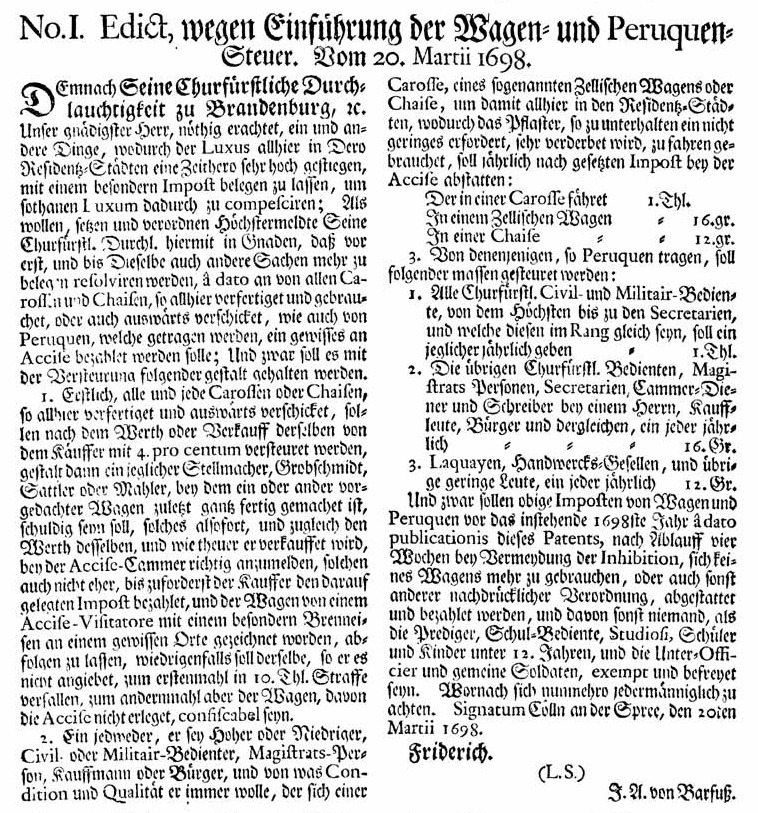
Wortlaut des „Edict, wegen Einführung der Wagen- und Peruquen-Steuer“

Spanien hatte bei Brandenburg noch Schulden von mehr als 400.000 Talern, wofür das Herzogtum Limburg an der Maas als Unterpfand eingeräumt und von den Brandenburgern besetzt wurde. Die Holländer hatten ebenfalls große Geldforderungen an Spanien und strebten ebenso nach diesem Pfand. Der Erste Minister Freiherr Eberhard von Danckelman soll Bestechungen seitens der Holländer zugänglich geworden sein und veranlasste den Abzug der brandenburgischen Truppen aus dem Limburgischen, das die Holländer sofort besetzten. Brandenburg hatte danach nie wieder Gelegenheit gehabt, seine Forderungen sicherzustellen. Von Barfus, Johann Kasimir Kolbe von Wartenberg und Christoph von Dohna leiteten daraufhin den Sturz Danckelmans ein. Im November 1697 wurde er verabschiedet – von Barfus überbrachte ihm das Entlassungsschreiben des Kurfürsten – und kam im Dezember in Festungshaft nach Spandau, später nach Peitz, seine Güter und der größte Teil seines Vermögens wurden eingezogen. Als einige Monate später eine Kriminaluntersuchung gegen von Danckelman eingeleitet wurde, stand von Barfus an der Spitze der damit beauftragten Kommission. Es ist nicht auszuschließen, dass von Barfus persönliche Motive hatte, v. a. weil von Danckelman seinen Bruder Daniel Ludolph von Danckelman 1691 zum Generalkriegskommissar gemacht hatte; auch die Verdrängung aus dem aktiven militärischen Dienst schrieb er dem Ersten Minister zu.
Von Barfus versah nach dem Sturz Danckelmans vorübergehend die Funktion des Premierministers, ohne allerdings den Titel „Oberpräsident“ zu übernehmen. Nie ein Freund der Franzosen, war eine seiner ersten Amtshandlungen die Einführung der Perückensteuer, um der französischen Mode entgegenzutreten. Außerdem versuchte er durch Reduktion der Armee die angespannte Finanzlage zu verbessern. Seine Macht wurde jedoch bald auf Militärisches begrenzt. Am 2. Dezember 1699 erging ein kurfürstliches Dekret, das vorschrieb, dass von Barfus jedes vom Regenten in Kriegssachen herausgegebene Papier mitunterzeichnen solle, in Finanzsachen Graf Kolbe von Wartenberg und in Staats-, Justiz-, Lehns- und Gnadenangelegenheiten der Geheime Staatsrat Paul von Fuchs. Nachdem Letzterer immer mehr verdrängt wurde, konnte Kolbe von Wartenberg der Nachfolger Danckelmans werden.
1698 hatte von Barfus einen Auftrag seines Kurfürsten wegen der Besitznahme von Elbing und dessen Umgebung. Der Kurfürst Friedrich Wilhelm hatte nämlich 1655 dem König Johann II. Kasimir von Polen Hilfsgelder zum Krieg gegen die Schweden bewilligt und dafür die Stadt Elbing und das umliegende Gebiet als Unterpfand bekommen. 1698 wurden einige Regimenter unter Generalleutnant Wilhelm von Brandt in Preußen zusammengezogen, um die bedeutende Handelsstadt zu besetzen. Der Bürgermeister übergab sie friedlich, nachdem General von Brandt ihm gezeigt hatte, welche militärischen Mittel bereitstanden. Von Barfus wurde noch in diesem Jahr Gouverneur von Berlin, Oberkriegspräsident, Kommandeur der Garde zu Fuß und Chef des ehemaligen von Flemmingschen Kürassier-Regiments. Im September dieses Jahres trat er die Oberhauptmannschaft von Spandau an den Oberhofmarschall Philipp Karl von Wylich und Lottum ab und am 29. September wurde er zum Landeshauptmann der Länder Ruppin und Bellin ernannt.
1699 war der Graf Christoph von Dohna vom Kurfürsten zum König Wilhelm III. von England gesandt worden, um das durch die Entlassung des Ministers von Danckelman gestörte freundschaftliche Verhältnis wiederherzustellen. Der König erklärte, sein Vertrauen in keiner Weise dem damaligen Oberkammerherrn Graf Kolbe von Wartenberg geben zu wollen, sondern entweder dem Feldmarschall von Barfus, den er von den Kriegen gegen Frankreich kannte, oder dem Grafen Alexander von Dohna, Bruder des Grafen Christoph.

### Reichsgraf und Ritter des schwarzen Adlerordens
Von Barfus wurde 1699 von Kaiser Leopold I. in den Reichsgrafenstand erhoben. Nachdem er 1691 diese Standeserhöhung abgelehnt hatte, nahm er jetzt gern an, weil er inzwischen mit Gräfin Eleonore von Dönhoff vermählt war, die ihm bereits zwei Söhne geschenkt hatte. Das Grafendiplom wurde am 10. September 1699 unterzeichnet:

„Wenn wir [Leopold I.] nun gnädiglich angesehen […] das Uralte, adliche und Ritterliche Herkommen Tugend, große Vernunft, Geschicklichkeit und in Kriegesdiensten erworbene, sonderbare Erfahrenheit, womit […] General-Feld-Marschall und Oberster Krieges-Präsident Hans Albrecht von Barfus gerühmet worden […] da Er sowohl bei der mit stürmender Hand eingenommenen Festung Ofen, als auch in glücklicher und tapferer Anführung der von des Kurfürsten Liebden im jüngst geendigten Türkenkriege wider den Erbfeind christlichen Namens geschickten 6000 Mann Hülfsvölker bei der zu Szalankament vorgegangenen blutigen Schlacht einen so unverzagten Heldenmuth und Resolution bezeiget, daß desselben hierbei bewiesene ungemeine Tapferkeit und Geschicklichkeit, Uns von Unserer ganzen Generalität angerühmet, auch Ihm und gedachten Hülfsvölkern, billig ein nicht geringer Theil des erstrittenen großen Sieges zugeleget worden. […]
So haben Wir demnach zu eigener Erkenntnis solch uralten Herkommens getreuen und nützlichen Diensten, aus selbsteigener Bewegnis, mit wohlbedachten Muth und Rath und rechtem Wissen, Ihn Hans Albrecht von Barfus samt allen seinen jetzigen und künftigen ehlichen Leibeserben, beiderlei Geschlechts absteigender Linie, für und für in ewiger Zeit, in den Stand, Ehr und Würde, Unserer und des Heiligen Römischen Reichs, auch Unserer Erbkönigreich, Fürstenthum und Landen Grafen und Grafinnen erhebet und gestalt, also ob sie von ihren vier Ahnen Vater- und Mutterlichen Geschlechts beiderseits rechtgeboreren Grafen und Gräfinnen wären.“

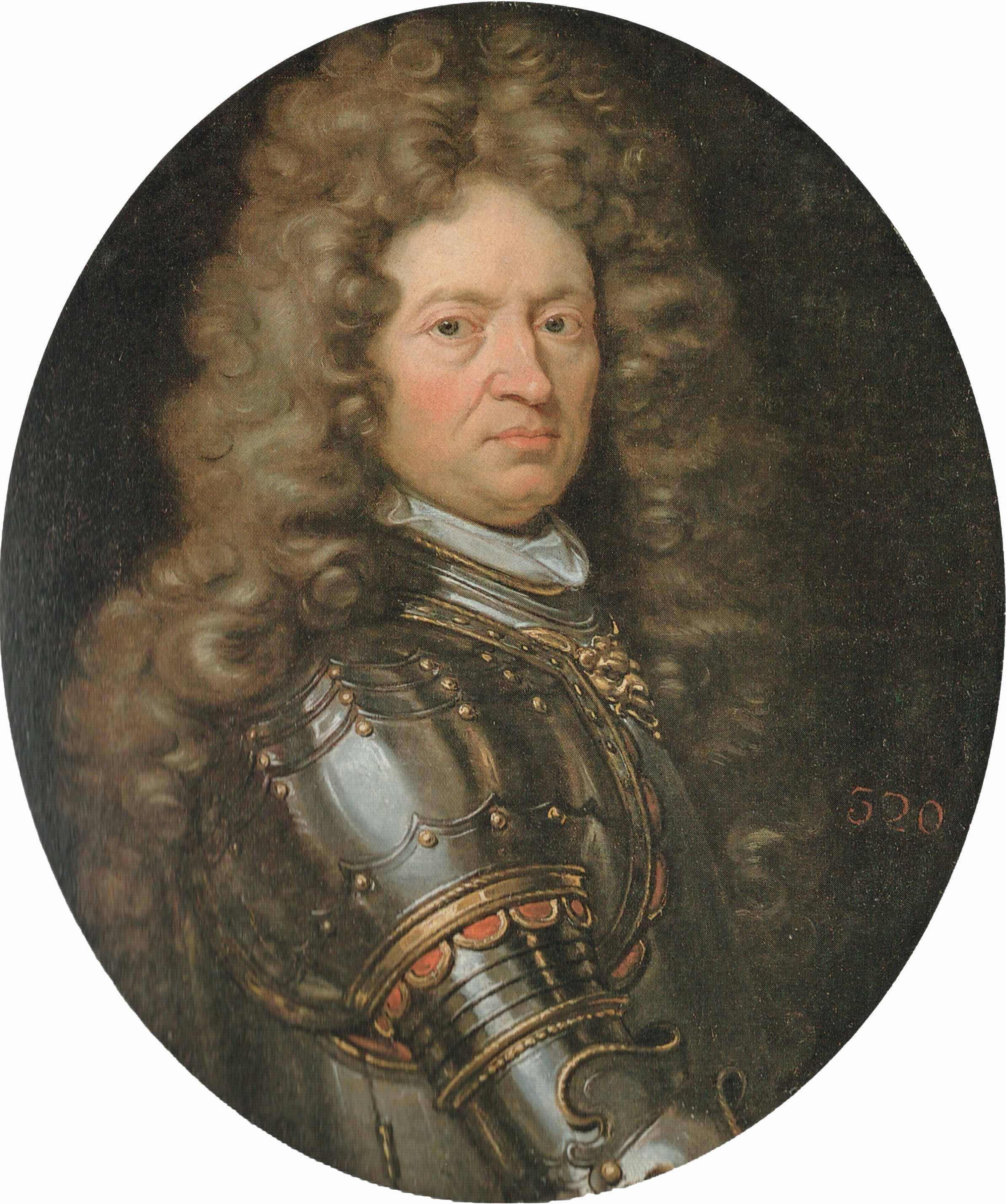
Kasimir Graf Kolbe von Wartenberg

Am 29. Oktober 1699 wurde der Reichsgrafenstand durch ein kurfürstliches Dekret anerkannt. Friedrich III. bereiste im Herbst 1699 die Neumark und Pommern in Begleitung des Feldmarschalls von Barfus und des Oberkammerherrn Graf Kolbe von Wartenberg. Er hielt seinen festlichen Einzug in Küstrin und Stargard. In Letzterem eröffnete das Kürassier-Regiment, dessen Chef der Feldmarschall war, den Zug. Von Barfus erwarb in diesem Jahr auch Güter in der Mark Brandenburg und zwar in der Gegend von Beeskow, nachdem er seine väterlichen Güter im Landkreis Oberbarnim an seine Brüder abgetreten hatte. Im Juli 1699 kaufte von Barfus die Dörfer Kossenblatt und Werder für 32.000 Taler und 100 Dukaten Schlüsselgeld von Friedrich Wilhelm von Oppen (1664–1709), mit dem er über seine Großmutter Catharina von Oppen verwandt war. Zur Abrundung des Besitzes erwarb er im Jahre 1700 von Adam und Hans von Pannwitz das Rittergut Briescht, 1702 von Caspar von Oppen (* 10. Juni 1683) die Lehngüter Wiese, Plattkow mit der „Splauheyde“ und der Schäferei.
Den Kurfürsten beschäftigte schon längere Zeit der Plan, die Königswürde für das souveräne Herzogtum Preußen zu erwerben. Der Premierminister von Danckelman war stets dagegen und zog sich dadurch den Unwillen des Kurfürsten zu. Kaiser Leopold I. wurde durch den Sieg bei Slankamen schon günstig gestimmt, dazu kam die Bestechung seines Beichtvaters. Am 6. November 1700 wurde schließlich ein förmlicher Vertrag abgeschlossen. Kurfürst Friedrich III. reiste am 17. Dezember von Berlin nach Königsberg ab, um sich dort zum König krönen zu lassen. Von Barfus begleitete ihn als Vertreter der Armee. Am 17. Januar 1701 wurde der Schwarze Adlerorden als höchste preußische Auszeichnung gestiftet, in welchen von Barfus noch am selben Tag aufgenommen wurde.

### Rückzug nach Kossenblatt

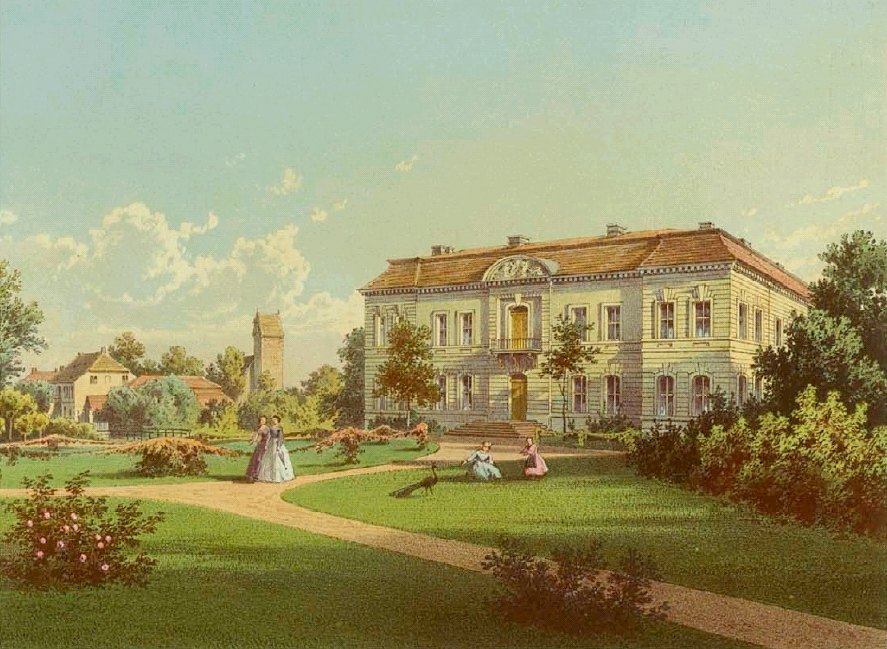
Schloss Kossenblatt, Lithografie von Theodor Albert (1870)

Dem Premierminister Kolbe von Wartenberg, der nach dem Sturz von Danckelmans an die Macht gekommen war, wurden noch größere Anmaßungen als seinem Vorgänger nachgesagt, dazu kamen Vermögensanhäufungen, wozu seine Frau nicht wenig beitrug. Von Barfus war der Einzige, der es wagte, ihm die Stirn zu bieten. Auch wenn er eine mächtige Partei auf seiner Seite hatte, so die Königin Sophie Charlotte, die Grafen Christoph und Alexander von Dohna, den Generalkriegskommissar Otto Magnus von Dönhoff, den Oberhofmarschall Graf von Wylich und Lottum und den Hofmarschall Christoph Ludwig von der Wense, misslang die gegen Kolbe von Wartenberg eingefädelte Intrige. Von Barfus musste am 18. August 1702 seinen Abschied aus Berlin nehmen und beschäftigte sich dann mit dem auf einer Spreeinsel in Kossenblatt begonnenen Schlossbau. Weil der Ort nicht sehr günstig war – man musste viele starke Baumstämme in den sumpfigen Grund rammen – wurde das Schloss erst 1712 fertiggestellt. Der Generalfeldmarschall starb schon am 27. Dezember 1704 und wurde in dem an der Kirche erbauten Erbbegräbnis beigesetzt. Die Leichenpredigt hielt der königliche Hofprediger Daniel Ernst Jablonski.

## Gestalt und Charakter
Hans Albrecht von Barfus war von großem, kräftigen Körperbau, über sechs Fuß (ungefähr 190 cm, wenn mit Fuß der Preußische gemeint ist) hoch und durch den anstrengenden Kriegsdienst abgehärtet. Er wird beschrieben als

„streng und eifrig in Ausübung seiner Dienstpflichten, tapfer und unerschrocken gegen den Feind, [er] besaß vorzügliche und seltene Eigenschaften eines Feldherren, namentlich die, Fehler des Feindes in der Schlacht und in den großen Bewegungen gleich zu erkennen und zu benutzen, was […] die Einnahme der Beueler Schanze 1689 und die Schlacht von Szalankament 1691 besonders darthun. Anmaßungen von Personen, die gleich ihm eine hohe Stellung einnahmen, konnte er nicht ertragen, sondern wurde gleich veranlaßt, ihnen die Spitze zu bieten. Dies beweisen sein Streit mit dem General von Schöning und seine Einwirkungen gegen die Minister von Dankelmann und Graf Kolbe von Wartenberg.“

Carl Hinrichs beschrieb ihn als eine „mächtige und derbe, soldatisch-steifnackige Gestalt, umwittert von dem Glanz der Teilnahme an den Türkenkriegen.“ Kurt von Priesdorff dagegen nannte ihn „vorbildlich, persönlich tapfer, beliebt bei seinen Soldaten, die ihm gern folgten. Barfus war ein in Krieg und Frieden bewährter General.“ Auch Bernhard Erdmannsdörffer äußerte sich ähnlich: „B[arfus] gehörte unstreitig zu den tüchtigsten unter den älteren, aus der Schule des 17. Jahrhunderts hervorgegangenen Generälen der preußischen Armee; man rühmt an ihm neben persönlicher Tapferkeit und Mannszucht besonders die Fähigkeit schneller Orientirung und gewandter Benutzung der Gelegenheiten und der Fehler des Feindes.“ Nach Theodor Fontane „war [er] tapfer, soldatisch, spezifisch deutsch, antifranzösisch […], habsüchtig, aber unbestechlich, rechthaberisch, aber nicht ungerecht, in Intriguen verwickelt, aber nicht eigentlich intrigant.“
Vier Bildnisse von ihm sind überliefert:
1. ein Kupferstich eines unbekannten Künstlers aus dem 14. Band des „Theatrum Europaeum“, Matthäus Merians Erben, Frankfurt am Main 1702. Dieser zeigt ihn in Rüstung als Brustbild vor kreuzschraffiertem Hintergrund in Oval innerhalb eingefasstem Schraffur-Rechteck. Unten am Rahmen ist das Wappen abgebildet. Die lateinische Umschrift des 16 × 12 cm großen Stichs lautet „JOHAN[ne]S ALBERTUS A BARFUS DOMINUS IN QUITTENEN. SERENISS[i]MI ELECTORIS BRANDENBURG[urgi]CI CONSILIARIUS BELLI INTIMUS ET CAMPI MERECHALLUS GENERALIS“.[29][30]
2. ein Porträt, Öl auf Leinwand, eines unbekannten Malers um 1702. Von Barfus ist mit Schulterband und Bruststern des schwarzen Adlerordens abgebildet und in eine Uniform der kurmärkischen Garde gekleidet, deren Kommando er Mitte 1702 niederlegte.[31] Das 42 × 32 cm große Gemälde wird heute in der Zitadelle Spandau aufbewahrt.
3. ein Ölgemälde in Lebensgröße, Kniestück, gemalt von König Friedrich Wilhelm I.
4. ein Ölgemälde in Lebensgröße des Malers Otto Mengelberg.

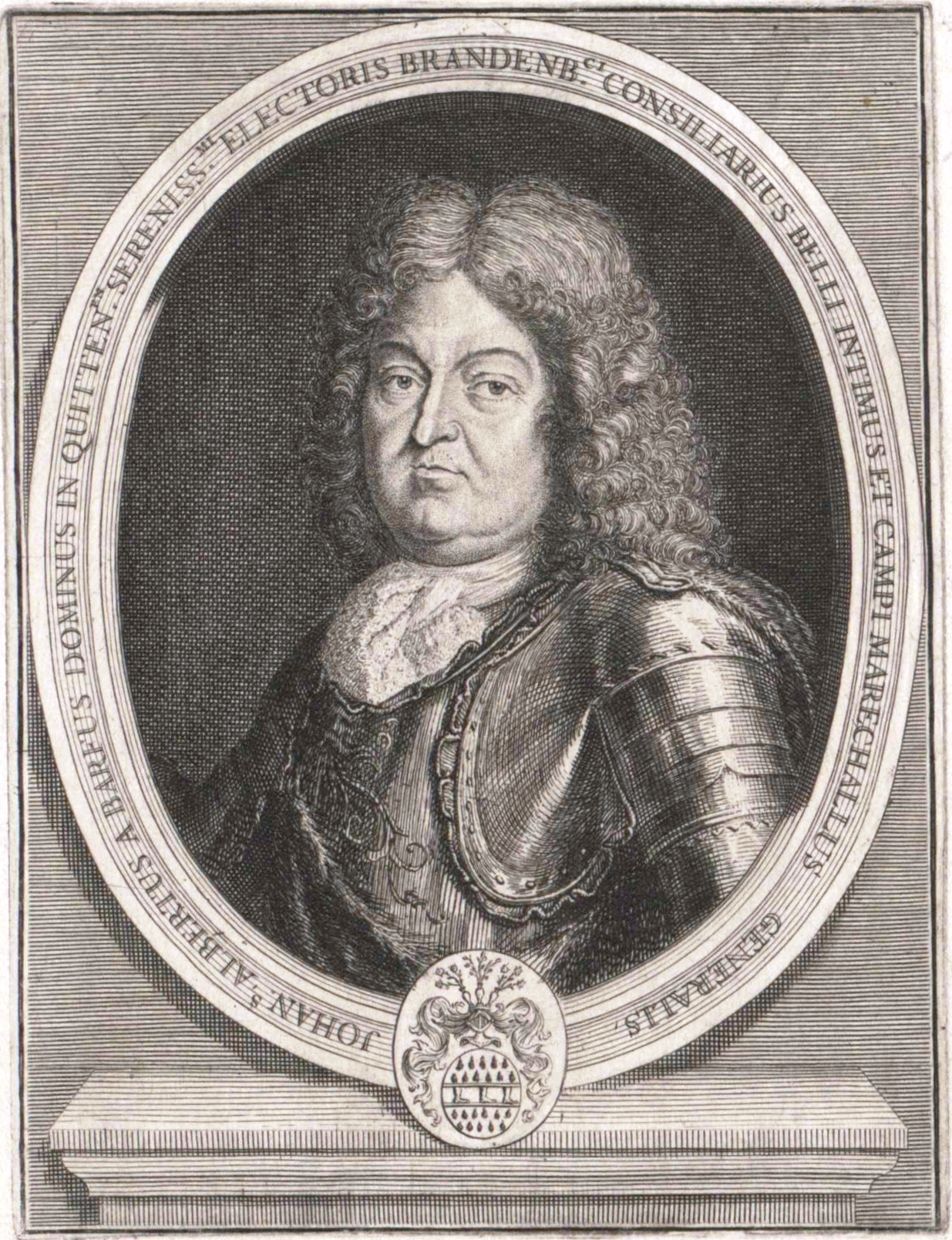
1. Kupferstich eines unbekannten Künstlers (1702)
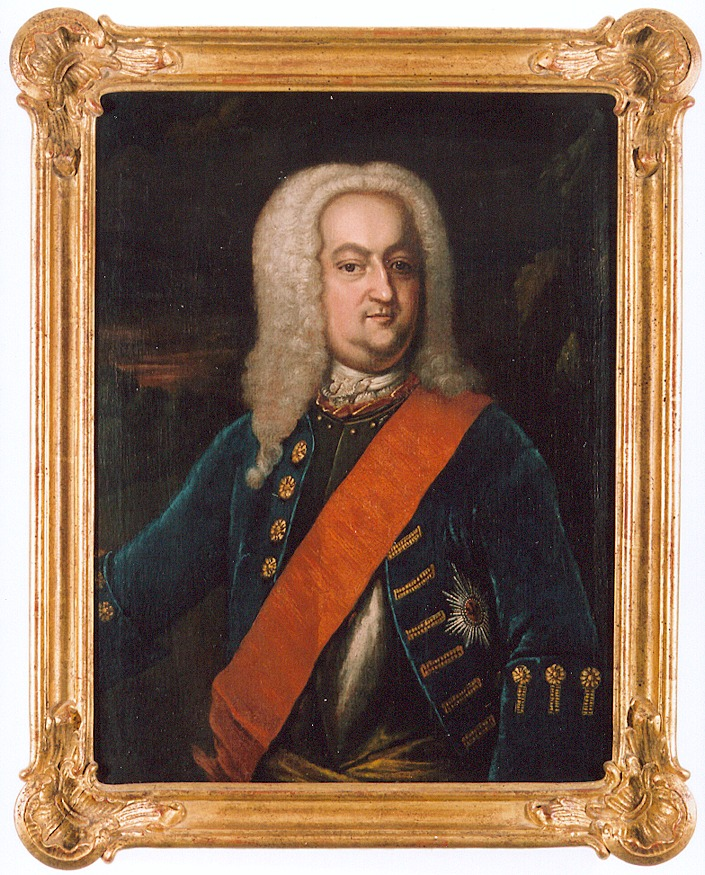
2. Ölgemälde eines unbekannten Künstlers (um 1702)
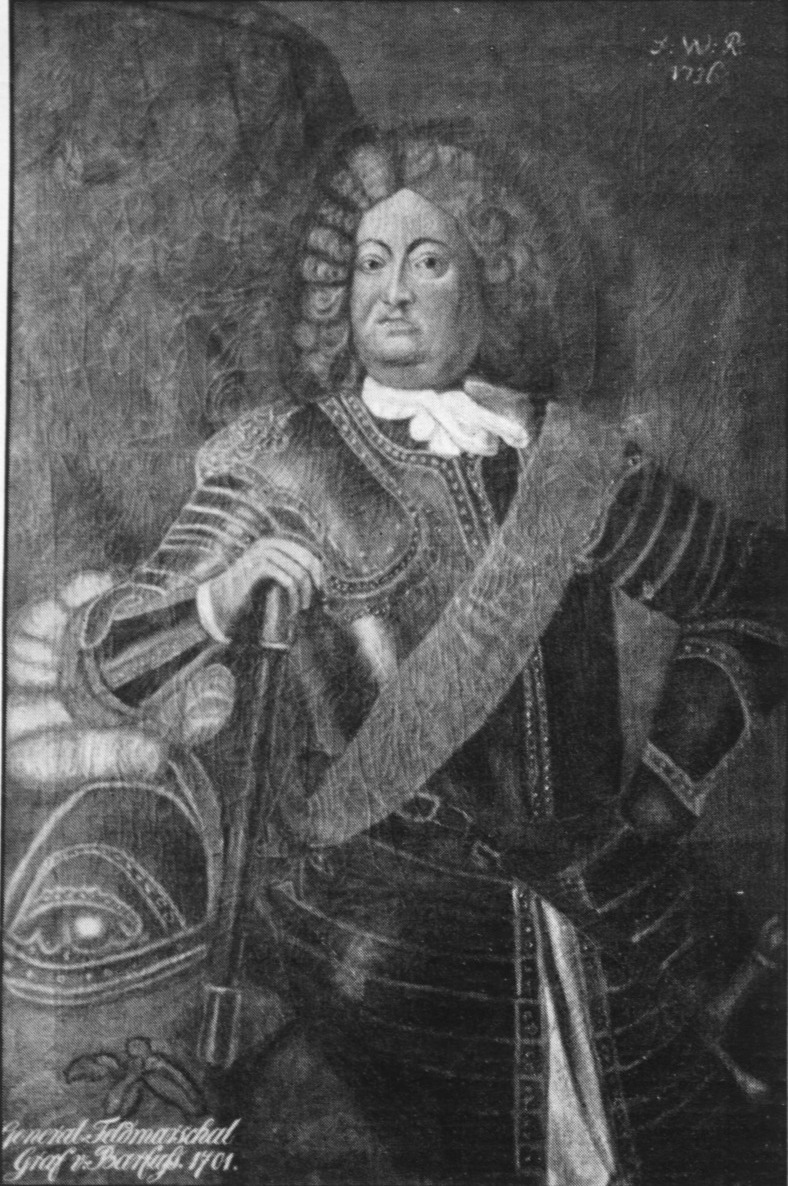
3. Ölgemälde von König Friedrich Wilhelm I. (1736)

## Nachkommen
Am 6. Juli 1667 ging von Barfus mit Elisabeth von Schlabrendorff, (* 1. März 1647; † 30. September 1691) eine Ehe ein, welche kinderlos blieb. Von Barfus weihte ihr nach ihrem Tod in der Domkirche in Brandenburg ein prachtvolles Denkmal aus Marmor mit einer selbstverfassten Inschrift. 1693 vermählte sich von Barfus in zweiter Ehe mit Eleonore von Barfus geb. Gräfin von Dönhoff (* 23. Mai 1669; † 1726; Tochter des Oberkammerherrn Friedrich von Dönhoff), mit der er drei Söhne hatte. Der Älteste, Friedrich Otto wurde 1694 geboren und wie sein Vater Soldat. Ab 1707 war er an der Ritterakademie Brandenburg und widmete sich dann frühzeitig dem Kriegsdienst. 1715 war er Adjutant des Grafen Christoph von Dohna bei der Belagerung von Stralsund. 1716 wohnte er dem Feldzug gegen die Türken in Ungarn bei, wurde als Major bei einem Kürassier-Regiment in der Schlacht bei Belgrad schwer verwundet und starb am 3. September 1717 an diesen Verletzungen in Wien. Auch der zweite Sohn, Karl Friedrich, war wie sein Bruder seit 1707 Zögling, hier Nr. 37, der Ritterakademie in Brandenburg, wurde Offizier und starb 1730 jung.
Karl Friedrich Ludwig, geboren 1700, scheint eine absichtlich vernachlässigte Erziehung erhalten zu haben, da seine nächsten Verwandten nach seinem Erbe trachteten. Der Graf Alexander von Dönhoff, Bruder seiner Mutter, General und Adjutant König Friedrich Wilhelms I. leitete und förderte 1736 den Verkauf der Kossenblatter Güter an den preußischen König und bewirkte die Allodifikation der Quittainschen Güter in Preußen, welche er seinem Neffen Otto Philipp Graf von Dönhoff testamentarisch vermachte. Ludwig starb wie seine Brüder kinderlos und damit war der Stamm der Grafen von Barfus erloschen.

## Nachleben
Im Jahre 1889 gab Kaiser Wilhelm II. einem 1813 gegründeten Regiment den Ehrennamen „Graf Barfuß“, den es bis zu seiner Auflösung nach dem Ersten Weltkrieg trug:

„Ich will das Andenken an den General-Feldmarschall Grafen Barfuß dadurch ehren und in Meiner Armee dauernd lebendig erhalten, daß Ich dem 4. Westfälischen Infanterie-Regiment Nr. 17 den Namen Infanterie-Regiment Graf Barfuß (4. Westfälisches) Nr. 17 verleihe. Ich habe dem Regiment diese Auszeichnung zugedacht, weil es aus dem 4. Ostpreußischen Infanterie-Regiment, dem Truppenteil hervorgegangen ist, welcher die Reste des alten Barfußschen Regiments in sich aufgenommen hat. Ich weiß, daß das Regiment seinem neuen Namen stets Ehre machen und den wohlbegründeten Ruf der Tapferkeit und Treue bis in die fernste Zukunft aufrecht erhalten wird.“

1894 wurde im „Türkenkriegsviertel“ in Berlin-Wedding die Barfusstraße nach ihm benannt. Im Sprichwort „Sich hassen wie Schöning und Barfus“ lebt der Streit zwischen den beiden Offizieren fort. In der Novelle „Der alte Wachtmeister vom Dragonerregiment Anspach-Bayreuth“ von Detlev von Liliencron taucht „Graf Barfuß“ am Ende kurz auf. In Fontanes Frau Jenny Treibel wird folgende Geschichte von ihm erzählt:

„General Barfus […] präsidierte, während der Belagerung von Bonn, einem Kriegsgericht, drin über einen jungen Offizier abgeurteilt werden sollte. […] Der Abzuurteilende hatte sich, das mindeste zu sagen, etwas unheldisch benommen, und alle waren für schuldig und totschießen. Nur der alte Barfus wollte nichts davon wissen und sagte: ‚Drücken wir ein Auge zu, meine Herren. Ich habe dreißig Renkontres mitgemacht, und ich muß Ihnen sagen, ein Tag ist nicht wie der andere, und der Mensch ist ungleich und das Herz auch und der Mut erst recht. Ich habe mich manches Mal auch feige gefühlt. So lange es geht, muß man Milde walten lassen, denn jeder kann sie brauchen.‘“

Albert Emil Brachvogel zeichnete 1869 in seinem historischen Roman „Die Grafen Barfus“ das Leben Hans Albrechts von Barfus und seiner Familie in den Jahren 1689 bis 1740 nach. Er stellte ihn als braven bescheidenen Mustersoldaten dar, als treuen Patrioten mit herkulischer Gestalt, aber auch als boshaft, gewissenlos, unersättlich, machtgierig, finster, kalt, von oben herab, hinterlistig, habgierig und unbarmherzig. Brachvogel schilderte den Streit zwischen von Schöning und von Barfus, wobei er Ersteren als unglücklichen Helden darstellte, als Opfer des rachsüchtigen von Barfus. Auch von Danckelman musste ihm im Roman weichen. Erst auf seinem Sterbebett ermöglichte es von Barfus seinen Söhnen, sich mit den Kindern seiner Feinde zu versöhnen.